# Tussen mal en dwaas
Tussen mal en dwaas. Een boekje vol krullen en kronkels is een bundel cursiefjes van Simon Carmiggelt, in 1949 verschenen bij De Bezige Bij. Naast stukjes (Kronkels) uit Het Parool bevat de bundel ook enkele elders gepubliceerde stukken en ongepubliceerde avonturen. Zoals de titel van het boekje aangeeft, vallen de meeste verhalen in de categorie kolderverhalen, amusante verhaaltjes die met een - niet zelden onwaarschijnlijke - pointe worden afgesloten.

## Inhoud
De bundel bestaat uit 25 afdelingen die soms uit één ('Schelvis', 'Uit eten') maar vaak uit meerdere verhaaltjes bestaan ('Amsterdam', 'Notities van een kunstluis', 'Vrije tijd'). De afdeling 'Reizen' beschrijft een autoreis naar Chartres en de afdeling 'Londen' een vliegreis naar Engeland en terug. De meeste zijn kolderverhalen met een clue, maar er zijn er ook die draaien om Carmiggelts thema van de misverstanden in de intermenselijke communicatie: in het laatste verhaal van de afdeling 'Het gecompliceerde leven' ziet een treinreiziger vanuit zijn coupé hoe een jonge vrouw op het perron haar beurs uit haar jaszak laat vallen. Hij probeert haar hierop te attenderen, maar in de veronderstelling dat hij haar wil versieren keert zij zich geërgerd af. De verteller van 'Vraag en aanbod' stapt een winkel in om een vulpotlood te kopen, maar op zijn openingszin 'Het betreft vulpotloden' denkt de man achter de toonbank met een handelsreiziger van doen te hebben die hem dergelijk schrijfgerei wil verkopen.

## Kolderverhalen
Kolderverhalen domineren Carmiggelts vroege bundels. C. de Ruiter verstaat onder kolderverhalen: 'verhalen die hun effect danken aan het situationele karakter en de gechargeerdheid van de thematiek'. Vaak is de verteller-hoofdpersoon slachtoffer van een ongeluk of misverstand; karakteristiek is verder de pointe, die heel onrealistisch kan zijn. Het gaat om intelligent en amusant opgezette, vaak absurdistische verhalen.

## Publicatiegeschiedenis
Na het succes van Carmiggelts eerste bundels bij uitgeverij De Arbeiderspers redeneerde Het Parool dat, aangezien Carmiggelt bij de krant in vaste dienst was, de auteursrechten van zijn werk bij de krant lagen. Nadat de krant zelf de slecht gemaakte, snel uit elkaar vallende bundel Kronkels kronkelpaden had gemaakt, werd besloten in zee te gaan met een uitgeverij van boeken die eveneens uit het verzet was voortgekomen. Tussen mal en dwaas was het eerste van twee bundels die bij De Bezige Bij verschenen. De andere was Louter leugens uit 1951. Nadat deze bundels niet het succes hadden opgeleverd dat de auteur bij De Arbeiderspers ten deel was gevallen, gaf de krant hem de auteursrechten terug en was hij vrij terug te keren naar die uitgeverij.
Het boekje werd uitgebracht voor de feestdagen en kostte ƒ1,90. In advertenties benadrukte de uitgever dat het niet om slechts een bundeling reeds verschenen Kronkels ging, maar dat het boekje ook 'nieuwe belevenissen' bood. In het begin van 1950 herhaalde de uitgeverij dat er 'een aantal elders of nog niet eerder gepubliceerde schetsen' opgenomen waren. Na twee jaar was het boekje aan de vijfde druk toe.
In 1962 verscheen bij De Bezige Bij een selectie uit de twee bundels die Carmiggelt daar had gepubliceerd, Tussen twee stoelen. In 1983 stelde Carmiggelt een bloemlezing samen uit al zijn bundels, Mag 't een ietsje meer zijn? Uit Tussen mal en dwaas nam hij twee verhaaltjes op: '"It is a fine romance"' en 'Laatste eer' (in de oorspronkelijke uitgave onderdeel II van 'Herfstachtig').